# Agustín de las Cuentas Zayas
Agustín de las Cuentas Zayas o Agustín de Cuenta y Zayas, gobernador intendente de las Provincias de Sonora y Sinaloa de 16 de junio de 1789 al segundo semestre de 1790.

## Sistema de Intendencias y controversia del cargo de Gobernador o intendente
El sistema de intendencias diseñado por José de Gálvez para las Indias tuvo en las Provincias Internas de Nueva España una duración excepcionalmente prolongada, debido a que el mismo Gálvez hizo que el virrey Croix nombrase un intendente interino para la provincia de Sonora en fecha tan temprana como la de 1770, con sólo el precedente de la intendencia de La Habana (1764), y mucho antes, por tanto, de que se introdujese este sistema en Caracas (1776) y en el Río de la Plata (1777); antes de que se diesen las Ordenanzas de Intendentes para este cuarto virreinato (1782), Ordenanzas luego aplicadas en el Perú, Chile y Puerto Rico (1784), así como en el reino de Guatemala y en Filipinas (1785), y en el mismo virreinato de Nueva España. De este año de 1785 son los nombramientos de los primeros intendentes de Durango, Puebla y Valladolid de Michoacán. Desde entonces las intendencias de las Provincias Internas serán dos, las de Sonora y Nueva Vizcaya, o de Arizpe y Durango, que subsistirán hasta la proclamación de la Independencia de México y aún un corto tiempo más bajo el Imperio de Agustín I. Es sabido que por Real Título de 17 de marzo de 1787 se sirvió S.M. nombrar de Gobernador Intendente de la Provincia de Sinaloa, separada de la de Sonora, al Señor Coronel Don Agustín de las Cuentas Zayas, creándose repentinamente la intendencia de Sinaloa, pero tal intendencia nunca llegó a existir: una real orden de 30 de julio de 1789 dispuso que Sinaloa siguiera agregada a Sonora y el coronel Cuentas fue enviado en a servir igual cargo en la provincia de Chiapas.